# Alberich II. ze Spoleta
Alberich II. ze Spoleta (912–954) byl vládcem Říma v letech 932 až 954. Moci se ujal po sesazení své matky Marozie (892–936) a svého nevlastního otce Huga z Arles (880–947).

## Rodina
Alberich II. ze Spoleta pocházel z rodu hrabat z Tuskula, jeho otcem byl Alberich I. ze Spoleta. Jeho nevlastním bratrem byl papež Jan XI.

## Moc
Na svatbě jeho matky Marozie s jejím třetím manželem, římským králem Hugem z Arles, došlo k potyčce mezi Alberichem a jeho novým nevlastním otcem. Hugo se měl dokonce pokusit Albericha oslepit, načež Alberich slavnost opustil a podnítil římský lid ke vzpouře proti králi. V prosinci roku 932 musel Hugo uprchnout z města, Marozie byla zavřena do vězení a vládu nad Římem převzal Alberich.

## Manželství a potomci
V roce 936 se Alberich oženil se svou nevlastní sestrou Aldou, dcerou svého otčíma Huga z Arles. Z manželství se narodil syn Řehoř I., hrabě z Tuskula. Podle italského kronikáře Benedikta ze Soratta měl Alberich ještě jednoho nemanželského syna, Oktaviána. Když ležel na smrtelné posteli, zástupci římské šlechty i duchovenstva mu údajně přísahali, že Oktaviána zvolí příštím papežem. Roku 955 se tak Oktavián stal papežem Janem XII.